# Oppo A73s
Oppo A73s — смартфон, розроблений компанією OPPO, що входить у серію А і є наступником Oppo A73. Був представлений 20 червня 2018 року. В деяких країнах смартфон продавався під назвою Oppo F7 Youth. Також 15 травня 2018 був представлений realme 1, що є перейменованим під новим брендом Realme Oppo A73s для ринку Індії.

## Дизайн
Екран виконаний зі скла Corning Gorilla Glass 3. Корпус виконаний з пластику.
Знизу знаходяться роз'єм microUSB, динамік, 2 мікрофони та 3.5 мм аудіороз'єм. З лівого боку розміщені кнопки регулювання гучності. З правого боку розміщені кнопка блокування смартфону та слот під 2 SIM-картки і карту пам'яті формату MicroSD до 256 ГБ.
Oppo A73s продавався в 2 кольорах: Diamond Black (чорний) та Solar Red (червоний).
В Індії realme 1 продавався у 3 кольорах: Diamond Black (чорний), Solar Red (червоний) та Moonlight Silver (сріблястий).

## Технічні характеристики

### Платформа
Смартфон отримав процесор MediaTek Helio P60 та графічний процесор Mali-G72 MP3.

### Батарея
Батарея отримала об'єм 3410 мА·год.

### Камери
Смартфон отримав основну камеру 13 Мп, f/2.2 з фазовим автофокусом та здатністю запису відео в роздільній здатності 1080p@30fps. Фронтальна камера отримала роздільність 8 Мп, світлосилу f/2.2 та здатність запису відео у роздільній здатності 1080p@30fps.

### Екран
Екран IPS LCD, 6", Full HD+ (2160 × 1080) зі щільністю пікселів 402 ppi та співвідношенням сторін 18:9.

### Пам'ять
Oppo A73s продавався в конфігурації 4/64 ГБ, а realme 1 — 3/32, 4/64 та 6/128 ГБ.

### Програмне забезпечення
Смартфон був випущений на ColorOS 5.2 на базі Android 8.1 Oreo і був оновлений до ColorOS 6 на базі Android 9 Pie.